# Parapercis atlantica
Parapercis atlantica és una espècie de peix de la família dels pingüipèdids i de l'ordre dels perciformes.

## Descripció
- El cos fa 14,3 cm de llargària màxima[8] i presenta 9 franges amples, les quals s'estenen fins a la base d'aleta anal.
- 15 radis a les aletes pectorals.
- 29 escates en ziga-zaga al voltant del peduncle caudal i 12 escates des de la línia lateral fins a l'anus.[9][10]

## Alimentació
El seu nivell tròfic és de 3,33.

## Hàbitat i distribució geogràfica
És un peix marí, demersal (entre 180 i 200 m de fondària) i de clima tropical, el qual viu a l'Atlàntic oriental: Cap Verd.

## Observacions
És inofensiu per als humans.